# Norsemen (série télévisée)
Norsemen (Vikingane) est une série télévisée comique norvégienne en 18 épisodes d'environ 30 minutes écrite et réalisée par Jon Iver Helgaker et Jonas Torgersen, tournée simultanément en norvégien et en anglais. La version norvégienne est diffusée entre le 14 octobre 2016 et le 13 mars 2020 sur NRK1, et la version anglophone (doublée en plusieurs langues) depuis le 8 août 2017 sur Netflix.
La série met en scène un groupe de Viking vivant dans le village de Norheim vers l'an 790. Elle est tournée dans le village d'Avaldsnes, dans le comté norvégien de Rogaland.
La première saison a gagné un prix Gullruten pour la meilleure comédie et a été nommée pour la meilleure bande son (Peter Clausen et Erling Rein).

## Synopsis
L'histoire raconte la vie quotidienne et les conflits des Vikings dans la ville de Norheim. À mesure que la série progresse, les différends avec les villages voisins, y compris une tribu rivale dirigée par l'impitoyable Jarl Varg, et les efforts d'un esclave romain, Rufus, pour moderniser la culture de Norheim entraînent des conflits.

## Distribution
- Kåre Conradi (en) : Orm
- Nils Jørgen Kaalstad (en) : Arvid
- Silje Torp : Frøya
- Trond Fausa Aurvåg : Rufus
- Øystein Martinsen (en) : Kark
- Henrik Mestad : Chef Olav
- Marian Saastad Ottesen (en) : Hildur
- Jon Øigarden (en) : Jarl Varg
- Kristine Riis (en) : Liv

## Épisodes

### Première saison (2016)
1. Le Retour des héros (The Homecoming)
2. L'Évasion (The Escape)
3. L'Enterrement (The Funeral)
4. Le Raid (The Raid)
5. Le Siège (The Siege)
6. Le Duel (The Duel)

### Deuxième saison (2017)
1. Ouest contre Est (East vs West)
2. Destin d'esclaves (Slavebound)
3. Coup de main (Hand Job)
4. Vengeance
5. Le Conseil (The Thing)
6. Le Dernier Domino (The Last Domino)

### Troisième saison (2020)
La troisième saison est présentée comme étant la saison 0, elle raconte les événements déroulés avant la saison 1.
1. La Crinière clairsemée (Thin Up Top)
2. L'Enterrement de vie de garçon (Bachelor Party)
3. Un sacrifice de mariage (Wedding and Sacrifice)
4. La Table de combat (War Table)
5. Tu crois aux dragons ? (Do you Believe in Dragons?)
6. La Flagellation du scrotum (Scrotum Whipping)